# Лазівка (Мінська область)
Лазівка (біл. вёска Лазоўка) — село в складі Крупського району Мінської області, Білорусь. Село підпорядковане Крупській сільській раді, розташоване в східній частині області.